# Park Narodowy Kras Słowacki
Park Narodowy Kras Słowacki (słow. Národný park Slovenský kras) – park narodowy w południowo-wschodniej Słowacji, przy granicy z Węgrami, obejmujący większą część słowackich partii Krasu Słowacko-Węgierskiego. Powierzchnia parku wynosi 34 611 ha, powierzchnia pasma ochronnego 11 742 ha. Leży na terenie powiatów Rożniawa i Koszyce-okolice, część jego pasma ochronnego znajduje się w powiecie Revúca. Po stronie węgierskiej graniczy z Parkiem Narodowym Krasu Węgierskiego (węg. Aggteleki Nemzeti Park).
Park Narodowy Kras Słowacki istnieje od 1 marca 2002 r. (rozporządzenie o jego utworzeniu opublikowano 13 lutego 2002 r.). Wcześniej, od 1973 r., tereny które obejmuje, były chronione jako obszar chronionego krajobrazu (słow. Chránená krajinná oblasť). Od 1 marca 1977 r. Kras Słowacki jako pierwszy obszar na Słowacji został włączony w sieć rezerwatów biosfery UNESCO.
W 1995 r. jaskinie Krasu Słowackiego wraz z jaskiniami sąsiedniego Parku Narodowego Krasu Węgierskiego zostały wpisane na listę światowego dziedzictwa UNESCO.
Siedziba dyrekcji Parku:
- Správa Národného parku Slovenský kras, Hámosiho 188, 049 51 Brzotín[3].